# Rut Matthijsen

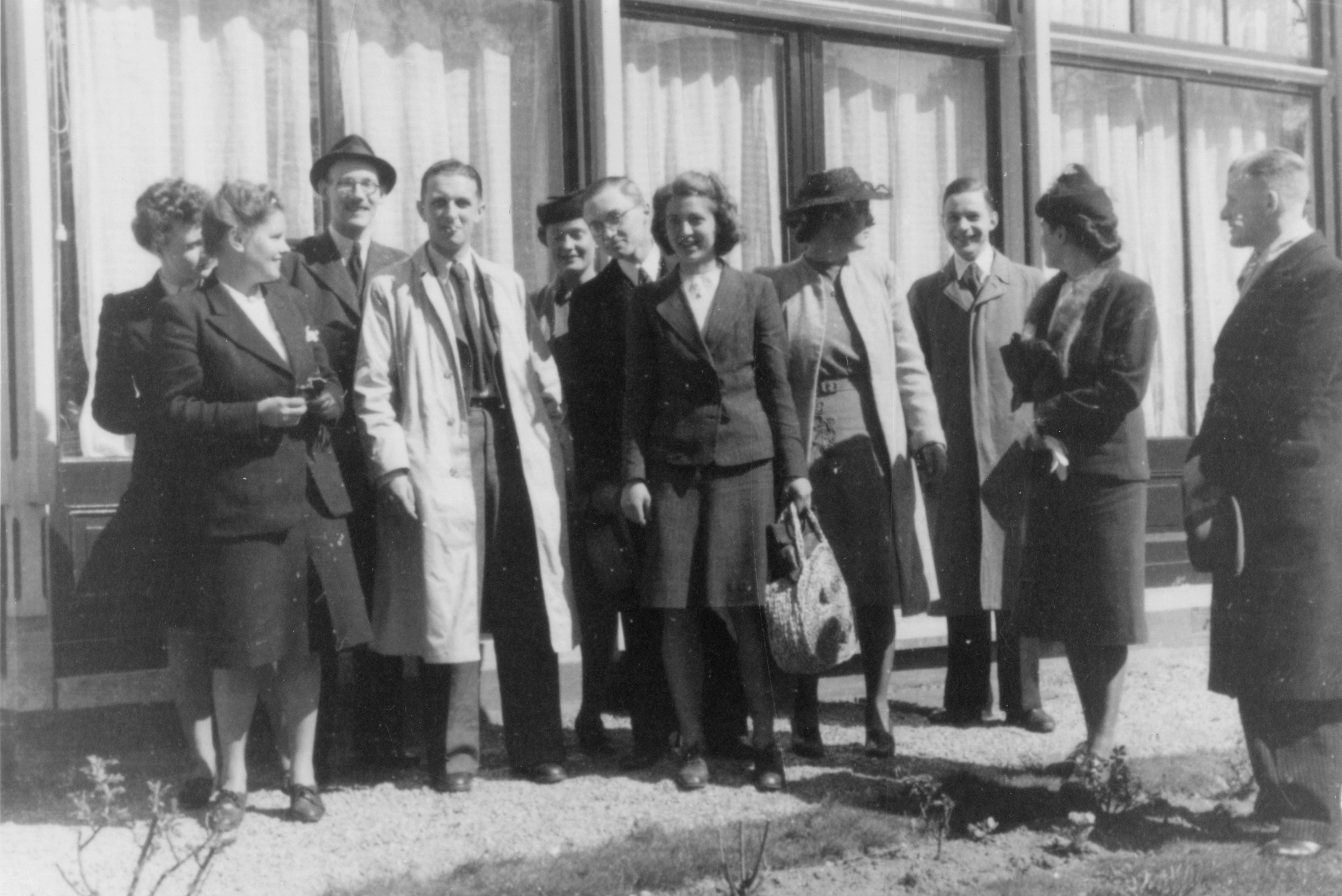
Enkele leden van het Utrechts Kindercomité in april 1944. Rut Matthijsen staat half verscholen in het midden. Rechts van hem zijn nicht Dora Matthijsen.

Rutger (Rut) Matthijsen (Painan, Sumatra, 31 augustus 1921 – Rhoon, 9 mei 2019) was een Nederlands verzetsstrijder in de Tweede Wereldoorlog.

## Biografie
Matthijsen woonde tot 1933 met zijn ouders in Nederlands-Indië, waar zijn vader als ingenieur in de goud- en zilvermijnen werkte. In 1931 keerde hij met zijn moeder en jongere broer terug naar Nederland; ze gingen wonen in Bilthoven. Zijn vader zou in een Jappenkamp omkomen.
Vanaf 1940 studeerde hij chemie aan de Universiteit van Utrecht. Daar richtte hij in 1942 samen met Jan Meulenbelt het Utrechts Kindercomité op, dat zich bezighield met het laten onderduiken van enkele honderden Joodse kinderen. De pleeggezinnen kregen vijftig gulden per maand onkostenvergoeding. Matthijsen nam de fondsenwerving op zich en het verzamelen van de benodigde goederen voor de kinderen. In februari 1943  werd hij gearresteerd op verdenking van speculatie op de zwarte markt, toen hij met een koffer voor levensmiddelen gepakt werd. Op het politiebureau werd ontdekt dat hij ook distributiebonnen bij zich had. In wanhoop sprong hij uit het raam op de eerste verdieping, waarna hij in het ziekenhuis werd opgenomen om van zijn verwondingen te genezen.
Na vier weken werd hij uit het ziekenhuis ontslagen en pakte hij zijn verzetsactiviteiten weer op. Met medestudent Geert Lubberhuizen legde hij zich toe op het vervalsen van documenten voor het verzet. Samen ontwikkelden zij in Utrecht een complete vervalsingscentrale van persoonsbewijzen en distributiekaarten. Tevens legden ze de basis voor de De Bezige Bij, door illegaal boeken en andere publicaties uit te geven, waaronder het beroemde gedicht Het lied der achttien dooden van Jan Campert. Gedrukte exemplaren van dit gedicht werden verkocht om een deel van de activiteiten van het Kindercomité te financieren.
In 1942 was Matthijsen betrokken bij het in brand steken van de cartotheek in het Academiegebouw van de Universiteit van Utrecht, om te voorkomen dat de studenten zouden worden tewerkgesteld in Nazi-Duitsland.
In de zomer van 1943 nam hij deel aan een mislukte aanslag op twee verraders in Esch, Noord-Brabant. Hierna werden twee leden van het Kindercomité, Gisela Söhnlein en Hetty Voûte, opgepakt en moesten Jan Meulenbelt en Rut Matthijsen onderduiken.

### Na-oorlogse activiteiten
In 1952 rondde Matthijsen zijn studie af en trad in dienst bij Organon in Oss. In 1974 kreeg hij de Yad Vashemonderscheiding Rechtvaardige onder de Volkeren voor zijn werkzaamheden voor het Utrechts Kindercomité. In 2010 vertelde hij zijn levensverhaal aan het United States Holocaust Memorial Museum.